# Campeonato da F1 Academy de 2025
O Campeonato da F1 Academy de 2025 será a terceira temporada da F1 Academy, uma série de corrida de nível de Fórmula 4 exclusivamente feminina, fundada e organizada sob a gestão da Formula Motorsport Limited.

## Pilotas e equipes
Como o campeonato é monomarca, todas as equipes competem com carros idênticos. São usados chassis Tatuus F4-T421 idênticos e compostos de pneus desenvolvidos pela Pirelli. Cada carro é movido por um motor turboalimentado de 4 cilindros e 165 cavalos de potência desenvolvido pela Autotecnica.
| Todas as equipes e pilotas  | Todas as equipes e pilotas | Todas as equipes e pilotas | Todas as equipes e pilotas | Todas as equipes e pilotas | Todas as equipes e pilotas |
| Equipes                     | Nº.                        | Pilotas                    | Equipe de F1 ou Apoio      | Rodadas                    | Ref.                       |
| --------------------------- | -------------------------- | -------------------------- | -------------------------- | -------------------------- | -------------------------- |
| Hitech TGR                  | 2                          | Nicole Havrda R            | —                          | 1-4                        | [ 2 ]                      |
| Hitech TGR                  | 11                         | Aiva Anagnostiadis R       | —                          | 1-4                        | [ 3 ]                      |
| Prema Racing                | 3                          | Nina Gademan R             | Alpine                     | 1-4                        | [ 4 ] [ 5 ]                |
| Prema Racing                | 28                         | Doriane Pin                | Mercedes                   | 1-4                        | [ 6 ]                      |
| Prema Racing                | 78                         | Tina Hausmann              | Aston Martin               | 1-4                        | [ 7 ]                      |
| Rodin Motorsport            | 5                          | Emma Felbermayr R          | Kick Sauber                | 1-4                        | [ 8 ]                      |
| Rodin Motorsport            | 20                         | Ella Lloyd R               | McLaren                    | 1-4                        | [ 9 ]                      |
| Rodin Motorsport            | 27                         | Chloe Chong R              | —                          | 1-4                        | [ 10 ]                     |
| ART Grand Prix              | 7                          | Courtney Crone R           | Haas                       | 1-4                        | [ 11 ]                     |
| ART Grand Prix              | 22                         | Aurelia Nobels             | —                          | 1-4                        | [ 12 ]                     |
| ART Grand Prix              | 57                         | Lia Block                  | Williams                   | 1-4                        | [ 13 ]                     |
| MP Motorsport               | 12                         | Alba Hurup Larsen R        | —                          | 1-4                        | [ 14 ]                     |
| MP Motorsport               | 25                         | Joanne Ciconte R           | —                          | 1-4                        | [ 15 ]                     |
| MP Motorsport               | 64                         | Maya Weug                  | Ferrari                    | 1-4                        | [ 16 ]                     |
| Campos Racing               | 14                         | Chloe Chambers R           | —                          | 1-4                        | [ 17 ]                     |
| Campos Racing               | 18                         | Rafaela Ferreira R         | Racing Bulls               | 1-4                        | [ 18 ]                     |
| Campos Racing               | 21                         | Alisha Palmowski R         | Red Bull Racing            | 1-4                        | [ 19 ]                     |
| Entradas Wildcard (curinga) |                            |                            |                            |                            |                            |
| Hitech TGR                  | 24                         | Shi Wei                    | —                          | 1                          | [ 20 ]                     |
| Hitech TGR                  | 4                          | Farah Al-Yousef            | —                          | 2                          | [ 21 ]                     |
| Hitech TGR                  | 90                         | Ava Dobson                 | —                          | 3                          | [ 22 ]                     |
| Hitech TGR                  | 8                          | Mathilda Paatz             | —                          | 4                          | [ 23 ]                     |
| Fontes:                     |                            |                            |                            |                            |                            |

### Mudanças nas equipes
- A Hitech Grand Prix juntou-se ao campeonato como a sexta equipe, com duas competidoras em tempo integral e o terceiro assento reservado para as pilotas curinga, aliviando a Prema Racing dessa função.[26]

### Mudanças nas pilotos
- A Rodin Motorsport viu a campeã de 2024, Abbi Pulling, deixar a categoria para se mudar para o Campeonato GB3, onde continuará a pilotar pela Rodin.[27] A equipe contratou a piloto curinga de Singapura, Ella Lloyd, que será apoiada pela McLaren, que anteriormente apoiou Bianca Bustamante.[9] A austríaca Emma Felbermayr fará sua estreia nas corridas de fórmula com a Rodin e pilotará com o apoio da Sauber, substituindo Carrie Schreiner, que foi mantida pela equipe como embaixadora da marca.[8][28]
- As pilotos da Campos Racing, Nerea Martí e Carrie Schreiner, deixaram a categoria. Chloe Chambers mudará para o carro da Red Bull Ford, que antes era ocupado por Emely de Heus.[17] Todos os carros apoiados pela Red Bull mudaram da MP Motorsport para a Campos Racing, com a curinga do Catar Alisha Palmowski substituindo Hamda Al Qubaisi no carro da Red Bull Racing, e a piloto brasileira de F4 Rafaela Ferreira substituindo Amna Al Qubaisi no carro da RB.[19][18]
- A piloto da ART Grand Prix Bianca Bustamante também deixou a F1 Academy para correr no GB3, mas com a Elite Motorsport.[29] Então, eles contrataram a piloto curinga de Miami, Courtney Crone, que substituiu Chloe Chambers como a piloto apoiada pela Haas.[11]
- Alba Hurup Larsen substituiu Nerea Martí como piloto de apoio da Tommy Hilfiger.[14] Larsen se junta à MP Motorsport.[30]
- A piloto curinga neerlandesa, Nina Gademan, substituiu a júnior da Alpine Abbi Pulling no carro apoiado pela Alpine.[4] Ela correrá pela equipe Prema.[5]
- A canadense Nicole Havrda se juntará à Hitech, substituindo Jessica Edgar e sendo apoiada pela American Express.[2] Como companheira, ela terá a australiana Aiva Anagnostiadis, que é apoiada pela TAG Heuer.[3]

### Inscrições "Wild Cards"
Inscrições "Wild Cards" (curingas), que tinham sido adicionadas em 2024, são mantidas para 2025. As pilotas selecionadas recebem uma vaga extra pela Hitech por um único fim de semana em rodadas selecionadas e serão elegíveis para marcar pontos no Campeonato de Pilotas.
- A chinesa Shi Wei foi escolhida para ser a curinga da rodada de abertura do campeonato em Xangai, usando o número 24 em seu carro.[20]
- A saudita Farah AlYousef foi confirmada como a curinga da segunda rodada, realizada em Gidá, escolhendo o número 4 para estampar seu bólido.[21][31]
- A estadunidense Ava Dobson foi chamada para ser a coringa da terceira rodada, em Miami, colocando o número 90 em seu carro. Ela foi apoiada pela empresa de serviços financeiros Morgan Stanley.[22]
- A alemã Mathilda Paatz foi anunciada como a coringa da quarta rodada, em Montreal, adotando o número 8 em seu bólido. Ela foi apoiada pela Gatorade.[23]

## Calendário
O calendário da temporada de 2025 foi anunciado no dia 18 de novembro de 2024. Todas as sete etapas servirão como apoio do Campeonato Mundial de Fórmula 1 de 2025.
| Rodada | Circuito                                              | Corrida 1      | Corrida 2      |
| ------ | ----------------------------------------------------- | -------------- | -------------- |
| 1      | Circuito Internacional de Xangai, Xangai              | 22 de março    | 23 de março    |
| 2      | Circuito Corniche de Jeddah, Jeddah                   | 19 de abril    | 20 de abril    |
| 3      | Miami International Autodrome, Miami Gardens, Flórida | 3 de maio      | 4 de maio      |
| 4      | Circuito Gilles Villeneuve, Montreal                  | 14 de junho    | 15 de junho    |
| 5      | Circuito Zandvoort, Zandvoort                         | 30 de agosto   | 31 de agosto   |
| 6      | Circuito de rua de Marina Bay, Singapura              | 4 de outubro   | 5 de outubro   |
| 7      | Circuito da Las Vegas Strip, Paradise, Nevada         | 21 de novembro | 22 de novembro |
| Fonte: |                                                       |                |                |

### Mudanças no calendário
O Circuito Internacional de Xangai entrou no calendário, substituindo o Circuito Corniche de Jeddah como local de abertura da temporada. Outras novas adições são o Circuito Gilles Villeneuve e o Circuito da Las Vegas Strip. Já o Circuito de Barcelona-Catalunha, o Circuito Internacional de Losail e o Circuito de Yas Marina deixaram o calendário.

## Resultados e classificação
| Rodada | Rodada | Circuito                         | Pole position  | Volta mais rápida | Pilota vencedora  | Equipe vencedora  |
| ------ | ------ | -------------------------------- | -------------- | ----------------- | ----------------- | ----------------- |
| 1      | R1     | Circuito Internacional de Xangai | Maya Weug      | Chloe Chambers    | Alisha Palmowski  | Campos Racing     |
| 1      | R2     | Circuito Internacional de Xangai | Maya Weug      | Doriane Pin       | Doriane Pin       | Prema Racing      |
| 2      | R1     | Circuito da Corniche de Gidá     | Chloe Chambers | Doriane Pin       | Ella Lloyd        | Rodin Motorsport  |
| 2      | R2     | Circuito da Corniche de Gidá     | Chloe Chambers | Chloe Chambers    | Maya Weug         | MP Motorsport     |
| 3      | R1     | Autódromo Internacional de Miami | Chloe Chambers | Doriane Pin       | Doriane Pin       | Prema Racing      |
| 3      | R2     | Autódromo Internacional de Miami | Chloe Chambers | Corrida Cancelada | Corrida Cancelada | Corrida Cancelada |
| 4      | R1     | Circuito Gilles Villeneuve       | Chloe Chambers | Chloe Chambers    | Doriane Pin       | Prema Racing      |
| 4      | R2     | Circuito Gilles Villeneuve       | Chloe Chambers | Tina Hausmann     | Emma Felbermayr   | Rodin Motorsport  |
| 4      | R3     | Circuito Gilles Villeneuve       | Chloe Chambers | Doriane Pin       | Chloe Chambers    | Campos Racing     |
| 5      | R1     | Circuito de Zandvoort            |                |                   |                   |                   |
| 5      | R2     | Circuito de Zandvoort            |                |                   |                   |                   |
| 6      | R1     | Circuito Urbano de Marina Bay    |                |                   |                   |                   |
| 6      | R2     | Circuito Urbano de Marina Bay    |                |                   |                   |                   |
| 7      | R1     | Circuito Urbano de Las Vegas     |                |                   |                   |                   |
| 7      | R2     | Circuito Urbano de Las Vegas     |                |                   |                   |                   |

### Classificação
As voltas mais rápidas da qualificação definem o grid para a Corrida 2. As 8 primeiras no grid de qualificação são invertidas para a Corrida 1, com a pilota que se classificou em 8º lugar largando da pole position. As que largarem entre o nono e o décimo oitavo lugar permanecem nas mesmas posições para cada corrida.

### Sistema de pontuação
Serão atribuídos dois pontos à pilota que começar a Corrida 2 na pole position. Os pontos de volta mais rápida também são entregues em cada corrida à pilota e à equipe que alcançaram o tempo de volta válido mais rápido e se classificaram entre as 8 primeiras na corrida 1 e as 10 primeiras na corrida 2. Nenhum ponto é dado à pilota que registrou o tempo de volta mais rápido, mas terminou fora dos pontos.
Pontuação da corrida 1
Serão concedidos pontos às oito primeiras colocadas, com um ponto extra para a melhor volta.
| Posição | 1º | 2º | 3º | 4º | 5º | 6º | 7º | 8º | VMR |
| Pontos  | 10 | 8  | 6  | 5  | 4  | 3  | 2  | 1  | 1   |

Pontuação da corrida 2
Serão concedidos pontos às oito primeiras colocadas, com dois pontos extras para a que fizer a pole, e um ponto extra para a que fizer a melhor volta e estiver no Top-10.
| Posição | 1º | 2º | 3º | 4º | 5º | 6º | 7º | 8º | 9º | 10º | Pole | VMR |
| Pontos  | 25 | 18 | 15 | 12 | 10 | 8  | 6  | 4  | 2  | 1   | 2    | 1   |

### Campeonato de pilotas
| Pos. | Pilota             | Nº | SHA | SHA | JED | JED | MIA | MIA | MON | MON | MON | ZAN | ZAN | SIN | SIN | LAS | LAS | Pts. |
| Pos. | Pilota             | Nº | R1  | R2  | R1  | R2  | R1  | R2  | R1  | R2  | R3  | R1  | R2  | R1  | R2  | R1  | R2  | Pts. |
| ---- | ------------------ | -- | --- | --- | --- | --- | --- | --- | --- | --- | --- | --- | --- | --- | --- | --- | --- | ---- |
| 1    | Doriane Pin        |    | 4   | 1   | 4   | 3   | 1   | C   | 1   | 4   | 3   |     |     |     |     |     |     | 109  |
| 2    | Chloe Chambers     |    | 2   | 3   | 7   | 2   | 3   | C   | 7   | 10  | 1   |     |     |     |     |     |     | 89   |
| 3    | Maya Weug          |    | 3   | 2   | 2   | 1   | 4   | C   | Ret | 9   | 6   |     |     |     |     |     |     | 72   |
| 4    | Ella Lloyd         |    | 6   | 7   | 1   | 8   | Ret | C   | 2   | 2   | 2   |     |     |     |     |     |     | 67   |
| 5    | Alisha Palmowski   |    | 1   | 6   | 3   | 4   | 2   | C   | 12  | 6   | 7   |     |     |     |     |     |     | 53   |
| 6    | Alba Larsen        |    | 7   | 4   | 5   | 5   | 11  | C   | 5   | 5   | 8   |     |     |     |     |     |     | 46   |
| 7    | Tina Hausmann      |    | 13  | 15  | 6   | 6   | 7   | C   | 6   | 7   | 4   |     |     |     |     |     |     | 36   |
| 8    | Nina Gademan       |    | 15† | 10  | 8   | 7   | 5   | C   | 3   | 3   | 13  |     |     |     |     |     |     | 33   |
| 9    | Emma Felbermayr    |    | 11  | 5   | 9   | 15  | 15  | C   | DSQ | 1   | 10  |     |     |     |     |     |     | 21   |
| 10   | Lia Block          |    | 9   | 9   | 12  | 14  | 10  | C   | 4   | 8   | Ret |     |     |     |     |     |     | 15   |
| 11   | Chloe Chong        |    | 10  | 11  | Ret | 10  | Ret | C   | Ret | 16  | 5   |     |     |     |     |     |     | 11   |
| 12   | Rafaela Ferreira   |    | 5   | 8   | 13  | 13  | 8   | C   | 13  | Ret | 12  |     |     |     |     |     |     | 9    |
| 13   | Aurelia Nobels     |    | Ret | Ret | 10  | 11  | 6   | C   | 9   | 13  | Ret |     |     |     |     |     |     | 5    |
| 14   | Aiva Anagnostiadis |    | 8   | 13  | 14  | 17  | 14  | C   | 8   | 14  | Ret |     |     |     |     |     |     | 5    |
| 15   | Joanne Ciconte     |    | 14  | Ret | 11  | 9   | Ret | C   | 14  | 15  | 9   |     |     |     |     |     |     | 4    |
| 16   | Nicole Havrda      |    | Ret | Ret | 15  | 16  | 12  | C   | 10  | Ret | 11  |     |     |     |     |     |     | 1    |
| 17   | Courtney Crone     |    | 12  | 12  | Ret | 12  | 9   | C   | 11  | 12  | Ret |     |     |     |     |     |     | 0    |
| 18   | Mathilda Paatz     |    | -   | -   | -   | -   | -   | -   | Ret | 11  | Ret |     |     |     |     |     |     | 0    |
| 19   | Ava Dobson         |    | -   | -   | -   | -   | 13  | C   | -   | -   | -   |     |     |     |     |     |     | 0    |
| 20   | Shi Wei            |    | Ret | 14  | -   | -   | -   | -   | -   | -   | -   |     |     |     |     |     |     | 0    |
| 21   | Farah Al-Yousef    |    | -   | -   | 16  | 18  | -   | -   | -   | -   | -   |     |     |     |     |     |     | 0    |

| Cor        | Resultado             |
| ---------- | --------------------- |
| Ouro       | Vencedor              |
| Prata      | 2.º lugar             |
| Bronze     | 3.º lugar             |
| Verde      | Terminou, nos pontos  |
| Azul       | Terminou, sem pontos  |
| Púrpura    | Ret – Retirou-se      |
| Vermelho   | NQ – Não qualificado  |
| Preto      | DSQ – Desqualificado  |
| Branco     | NL – Não largou       |
| Branco     | C – Corrida cancelada |
| Azul claro | AT – Apenas Treino    |
| Sem cor    | NP – Não participou   |
| Sem cor    | Les – Lesionado       |
| Sem cor    | EX – Excluído         |

### Campeonato de equipes
| Pos. | Equipe           | Nº | SHA | SHA | JED | JED | MIA | MIA | MON | MON | MON | ZAN | ZAN | SIN | SIN | LAS | LAS | Pts. |
| Pos. | Equipe           | Nº | R1  | R2  | R1  | R2  | R1  | R2  | R1  | R2  | R3  | R1  | R2  | R1  | R2  | R1  | R2  | Pts. |
| ---- | ---------------- | -- | --- | --- | --- | --- | --- | --- | --- | --- | --- | --- | --- | --- | --- | --- | --- | ---- |
| 1    | Campos Racing    | 14 | 2   | 3   | 7   | 2   | 3   | C   |     |     |     |     |     |     |     |     |     | 106  |
| 1    | Campos Racing    | 18 | 5   | 8   | 13  | 13  | 8   | C   |     |     |     |     |     |     |     |     |     | 106  |
| 1    | Campos Racing    | 21 | 1   | 6   | 3   | 4   | 2   | C   |     |     |     |     |     |     |     |     |     | 106  |
| 2    | MP Motorsport    | 12 | 7   | 4   | 5   | 5   | 11  | C   |     |     |     |     |     |     |     |     |     | 94   |
| 2    | MP Motorsport    | 25 | 14  | Ret | 11  | 9   | Ret | C   |     |     |     |     |     |     |     |     |     | 94   |
| 2    | MP Motorsport    | 64 | 3   | 2   | 2   | 1   | 4   | C   |     |     |     |     |     |     |     |     |     | 94   |
| 3    | Prema Racing     | 3  | 15† | 10  | 8   | 7   | 5   | C   |     |     |     |     |     |     |     |     |     | 81   |
| 3    | Prema Racing     | 28 | 4   | 1   | 4   | 3   | 1   | C   |     |     |     |     |     |     |     |     |     | 81   |
| 3    | Prema Racing     | 78 | 13  | 15  | 6   | 6   | 7   | C   |     |     |     |     |     |     |     |     |     | 81   |
| 4    | Rodin Motorsport | 5  | 11  | 5   | 9   | 15  | 15  | C   |     |     |     |     |     |     |     |     |     | 34   |
| 4    | Rodin Motorsport | 20 | 6   | 7   | 1   | 8   | Ret | C   |     |     |     |     |     |     |     |     |     | 34   |
| 4    | Rodin Motorsport | 27 | 10  | 11  | Ret | 10  | Ret | C   |     |     |     |     |     |     |     |     |     | 34   |
| 5    | ART Grand Prix   | 7  | 12  | 12  | Ret | 12  | 9   | C   |     |     |     |     |     |     |     |     |     | 5    |
| 5    | ART Grand Prix   | 22 | Ret | Ret | 10  | 11  | 6   | C   |     |     |     |     |     |     |     |     |     | 5    |
| 5    | ART Grand Prix   | 57 | 9   | 9   | 12  | 14  | 10  | C   |     |     |     |     |     |     |     |     |     | 5    |
| 6    | Hitech TGR       | 2  | 8   | 13  | 15  | 16  | 12  | C   |     |     |     |     |     |     |     |     |     | 1    |
| 6    | Hitech TGR       | 11 | 8   | 13  | 14  | 17  | 14  | C   |     |     |     |     |     |     |     |     |     | 1    |
| 6    | Hitech TGR       | 24 | Ret | 14  | -   | -   | -   | -   |     |     |     |     |     |     |     |     |     | 1    |
| 6    | Hitech TGR       | 4  | -   | -   | 16  | 18  | -   | -   |     |     |     |     |     |     |     |     |     | 1    |
| 6    | Hitech TGR       | 90 | -   | -   | -   | -   | 13  | C   |     |     |     |     |     |     |     |     |     | 1    |

| Cor      | Resultado                      |
| -------- | ------------------------------ |
| Ouro     | Vencedor                       |
| Prata    | 2º lugar                       |
| Bronze   | 3º lugar                       |
| Verde    | Terminou, nos pontos           |
| Azul     | Terminou, sem pontos           |
| Azul     | Terminou, sem classificar (NC) |
| Púrpura  | Retirou-se (Ret)               |
| Vermelho | Não qualificado (NQ)           |
| Vermelho | Não pré-qualificado (NPQ)      |
| Preto    | Desqualificado (DSQ)           |
| Branco   | Não largou (NL)                |
| Branco   | Desistência (WD)               |
| Branco   | Corrida cancelada (C)          |
| Sem cor  | Não participou (NP)            |
| Sem cor  | Excluído (EX)                  |

## Transmissão
As corridas da F1 Academy podem ser vistas no mundo inteiro pelo canal oficial da categoria no YouTube e pelo aplicativo F1 TV. No Brasil, as transmissões são feitas no canal a cabo BandSports, além do aplicativo BandPlay, do site da Band e do canal FAST NewcoPlay. No México e na Austrália, as transmissões são pela Fox Sports. No resto da América Latina, nos EUA e no Caribe, as transmissões são pela ESPN. Em países como Portugal, Espanha, Andorra e Japão, os direitos de transmissão são da DAZN.

## Links externos
- Sítio oficial
- F1 Academy no YouTube